# Arundinarieae
Arundinarieae Hackel, 1887 è una tribù di piante erbacee spermatofite monocotiledoni appartenenti alla famiglia Poaceae (ordine delle Poales).

## Etimologia
Il nome della tribù deriva dal suo genere tipo Arundinaria Michx., 1803 la cui etimologia si può far risalire alla parola latina "arundo"  (= canna), ossia "simile ad una canna".  Il nome scientifico della tribù è stato definito inizialmente dal botanico austriaco Eduard Hackel (1850 – 1926) nella pubblicazione "Natürlichen Pflanzenfamilien II, 2: 92, 93." del 1887. Successivamente la tribù è stata perfezionata dai botanici Paul Friedrich August Ascherson (1834-1913) & Karl Otto Graebner (1871-1933) nel 1902.

## Descrizione

### Portamento
Il portamento delle specie di questa tribù è arbustivo con culmi (pluricespitosi) eretti, arrampicanti o pendenti. Le radici in genere sono legnose e sono del tipo fascicolato derivate da rizomi sottili (leptomorfi); ma sono presenti anche rizomi pachimorfi. I culmi sono legnosi, generalmente cavi. Gli internodi sono affusolati, a volte scanalati; i nodi sono prominenti (gonfiati). Lo sviluppo dei rami è basipeto.

### Foglie
Le foglie lungo il culmo sono disposte in modo alterno, sono distiche e si originano dai vari nodi. Sono composte da una guaina, una ligula e una lamina. Le guaine possono essere cigliate con o senza padiglioni auricolari. Le lamine possono essere sia erette che riflesse con forme da lineari a lanceolate con apice normalmente acuto. In alcune specie le foglie hanno una consistenza cartacea con bordi fimbriati. Possono essere presenti dei pseudo-piccioli. Le venature sono parallelinervie (quelle trasversali sono visibili e distinte oppure no). In queste specie una struttura simile alla ligula delle foglie del fogliame (quelle dei rami laterali) si forma esternamente (sul lato abassiale della regione del colletto) ed è nota con il nome di pseudoligula.

### Fiori

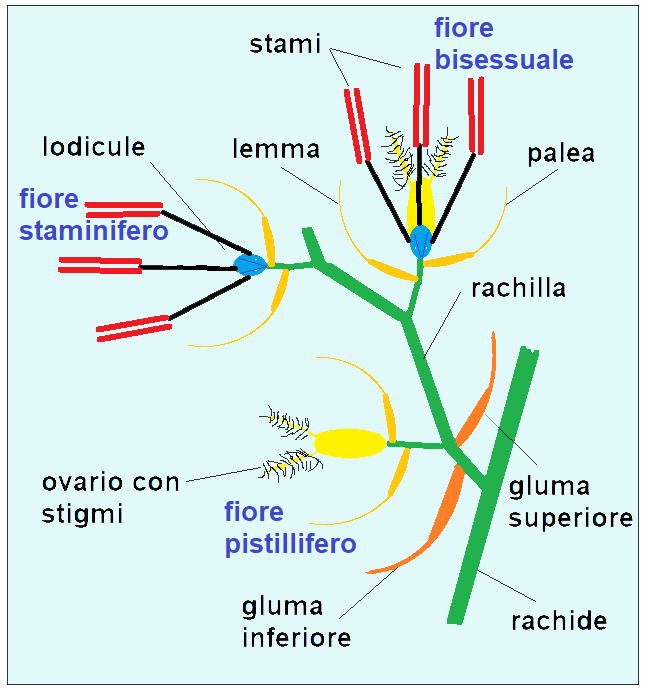
Spighetta generica con tre fiori diversi

I fiori fertili sono attinomorfi formati da 3 verticilli: perianzio ridotto, androceo  e gineceo.
- Formula fiorale:
P 2, A (1-)3(-6), G (2–3) supero, cariosside[5].
- Il perianzio è ridotto e formato da tre lodicule, delle squame, poco visibili (forse relitto di un verticillo di 3 sepali).
- L'androceo è composto da 3 stami (fino a 6 in alcune specie) ognuno con un breve filamento libero, una antera e due teche. Le antere sono basifisse con deiscenza laterale. Il polline è monoporato.
- Il gineceo è composto da 3-(2) carpelli connati formanti un ovario supero. L'ovario, glabro, ha un solo loculo con un solo ovulo subapicale (o quasi basale). L'ovulo è anfitropo e semianatropo e tenuinucellato o crassinucellato. Lo stilo, breve, è unico con due/tre stigmi papillosi.
- Infiorescenza principale (sinfiorescenza o semplicemente spiga): le infiorescenze sono per lo più ramificate ed hanno la forma di una grande pannocchia aperta. Le spighette sono molto numerose e pedicellate.
- Infiorescenza secondaria (o spighetta): le spighette sono formate da diversi fiori (fino a 50 in alcune specie) sottesi da due brattee chiamate glume (inferiore e superiore). La forma delle spighette in genere è compressa lateralmente e possono terminare all'apice con un fiore sterile. Alla base di ogni fiore sono presenti due brattee: la palea e il lemma. Le glume in genere hanno forme ovate, consistenza cartacea o membranosa. Il lemma spesso è ovato con apice acuto (mucronato) a consistenza erbacea, con scarse ciglia e riccamente venato. La palea può essere un po' più lunga del lemma, più stretta e carenata. La disarticolazione avviene sotto ogni fiore fertile.

### Frutti
I frutti sono del tipo cariosside, ossia sono dei piccoli chicchi indeiscenti, ovoidali o subglobosi, nei quali il pericarpo è formato da una sottile parete che circonda il singolo seme. In particolare il pericarpo, carnoso e succulento, è fuso al seme ed è aderente. L'endocarpo non è indurito e l'ilo è lungo e lineare. L'embrione è provvisto di epiblasto. I margini embrionali della foglia si sovrappongono. La fessura scutellare è assente.

## Biologia
- Impollinazione: in generale le erbe delle Poaceae sono impollinate in modo anemogamo. Gli stigmi piumosi sono una caratteristica importante per catturare meglio il polline aereo.
- Riproduzione: la fecondazione avviene fondamentalmente tramite l'impollinazione dei fiori (vedi sopra).
- Dispersione: i semi cadendo (dopo aver eventualmente percorso alcuni metri a causa del vento –dispersione anemocora) a terra sono dispersi soprattutto da insetti tipo formiche (disseminazione mirmecoria).

Arundinarieae comprende la maggior parte dei bambù legnosi temperati. Durante il ciclo riproduttivo questi bambù raggiungono il loro pieno sviluppo senza produrre rami ma solamente foglie del culmo; in seguito vengono prodotti rami e foglie del fogliame, cominciando dalla parte superiore della pianta (accrescimento basipeto).

## Tassonomia
La famiglia delle Poacee comprende circa 800 generi e oltre 9.000 specie. È una delle famiglie più numerose e più importanti del gruppo delle monocotiledoni. La famiglia è suddivisa in 12 sottofamiglie, la tribù Arundinarieae appartiene alla sottofamiglia Bambusoideae.

### Generi
La tribù si compone di 5 sottotribù che raggruppano 39 generi con oltre 500 specie:
- Sottotribù Arundinariinae
  - Acidosasa C.D.Chu & C.S.Chao (12 specie)
  - Arundinaria Michx. (4 spp.)
  - Bashania Keng f. & T.P.Yi (4 spp.)
  - Brachystachyum Keng (2 spp.)
  - Chimonobambusa Makino (43 spp.)
  - Ferrocalamus Hsueh & Keng f. (3 spp.)
  - Gelidocalamus T.H.Wen (17 spp.)
  - Indocalamus Nakai (32 spp.)
  - Indosasa McClure (18 spp.)
  - Kengiochloa Y.H.Tong & N.H.Xia (1 sp.)
  - Oligostachyum Z.P.Wang & G.H.Ye (18 spp.)
  - Phyllostachys Siebold & Zucc. (63 spp.)
  - Pleioblastus Nakai (26 spp.)
  - Pseudosasa Makino ex Nakai (20 spp.)
  - Ravenochloa D.Z.Li & Y.X.Zhang (1 sp.)
  - Sasa Makino & Shibata (39 spp.)
  - Sasaella Makino (11 spp.)
  - Sasamorpha Nakai (5 spp.)
  - Semiarundinaria Makino ex Nakai (7 spp.)
  - Shibataea Makino ex Nakai (7 spp.)
  - Sinobambusa Makino ex Nakai (13 spp.)
  - Sinosasa L.C.Chia ex N.H.Xia, Q.M.Qin & Y.H.Tong (8 spp.)
  - Vietnamocalamus T.Q.Nguyen (1 sp.)
- Sottotribù Ampelocalaminae
  - Ampelocalamus S.L.Chen T.H.Wen & G.Y.Sheng (14 spp.)
  - Drepanostachyum Keng f. (10 spp.)
  - Himalayacalamus Keng f. (9 spp.)
- Sottotribù Gaoligongshaniinae
  - Gaoligongshania D.Z.Li, Hsueh & N.H.Xia (1 sp.)
- Sottotribù Hsuehochloinae
  - Hsuehochloa D.Z.Li & Y.X.Zhang (1 sp.)
- Sottotribù Thamnocalaminae
  - Bergbambos Stapleton (1 sp.)
  - Borinda Stapleton (46 spp.)
  - Chimonocalamus Hsueh f. & T.P.Yi (19 spp.)
  - Fargesia Franch. (49 spp.)
  - Kuruna Attigala, Kaththr. & L.G.Clark (7 spp.)
  - Oldeania Stapleton (1 sp.)
  - Sarocalamus Stapleton (6 spp.)
  - Thamnocalamus Munro (4 spp.)
  - Tongpeia Stapleton (3 spp.)
  - Yushania Keng f. (97 spp.)
- Arundinarieae incertae sedis
  - Khoonmengia N.H.Xia, Y.H.Tong & X.R.Zheng

### Filogenesi
La tribù Arundinarieae è un raggruppamento monofiletico che i botanici dividono in 12 cladi. Le relazioni all'interno della tribù sono scarsamente risolte, inoltre diversi generi come sono circoscritti tradizionalmente sono para- o polifiletici. I caratteri centrali su cui si basa l'attuale classificazione dei bambù (la morfologia del rizoma, le caratteristiche della struttura dell'infiorescenza e la struttura epidermica fogliare) risultano, alle analisi filogenetiche molecolari, omoplasiche. Un altro fattore di confusione è l'ibridazione, e dalle documentazioni più recenti sembra che ci siano poche barriere riproduttive tra le varie specie (o anche tra i vari generi). I taxa ibridi tendono a combinare le caratteristiche morfologiche dei genitori e spesso sono stati nominati erroneamente come nuovi generi.
Una possibile sinapomorfia per questa tribù potrebbero essere i rizomi leptomorfi.
I 12 cladi nel dettaglio:
- Clade I Bergbambos: (basso supporto filogenetico[16]) la posizione filogenetica di questo clade è incerta; potrebbe trovarsi in posizione "basale" e quindi "gruppo fratello" al resto delle Arundinarieae; oppure potrebbe essere collegata al genere Kuruna o alla specie Ravenochloa wilsonii.[1]
- Clade II Oldeania: (alto supporto filogenetico[16]) prove filogenetiche dimostrano la posizione indipendente di questa pianta e all'interno della tribù Oldeania alpina occupa una posizione centrale e risulta "gruppo fratello" del genere Gaoligongshania.[12]
- Clade III Chimonocalamus clade: (alto supporto filogenetico[16]) all'interno della tribù questo clade è "gruppo fratello" del genere Kuruna.[12]
- Clade IV Shibataea clade: (alto supporto filogenetico[16]) questo clade, monofiletico, sembra essere collegato (forse come "gruppo fratello") al VI clade, formato a sua volta da due subcladi ("Sino Japanese" e "Japan-North American").[12][17]
- Clade V Phyllostachys clade: (moderato supporto filogenetico[16]) la posizione filogenetica del clade "Phyllostachys" è nel "core" della tribù (quindi è l'ultimo clade ad essersi evoluto) mentre la sua circoscrizione resta ancora da definire completamente in quanto la maggior parte dei generi non sono monofiletici anche se nel complesso questo clade risulta ben supportato.[12][17]
- Clade VIa Sino Japanese clade:  (alto supporto filogenetico[16]) questo gruppo è compreso nel sesto clade ed è inoltre "gruppo fratello" del subclade "Japan-North American clade".[17] Alcuni autori data la complessità e la carenza di informazioni preferiscono raggruppare i due subcladi "Sino Japanese clade" e "Japan-North American clade" in un unico clade "Arundinaria clade".[1] La posizione filogenetica del subclade "Sino Japanese clade" (insieme al clade "Japan-North American") è vicina al clade IV e al clade VIII. Occupa quindi una posizione centrale nella tribù.[12]
- Clade VIb Japan North American clade: (basso supporto filogenetico[16]) questo subclade è "gruppo fratello" del subclade "Sino Japanese clade".[1][12][17]
- Clade VII Thamnocalamus: (alto supporto filogenetico[16]) la posizione filogenetica di questo genere ( monofiletico) all'interno della tribù non è ben definita. Potrebbe essere (1) il "gruppo fratello" del Shibataea clade[17]; oppure (2) avere dei collegamenti con un gruppo formato dai seguenti cladi: il gruppo Chimonocalamus clade, il genere Kuruna, il genere Gaoligongshania e il genere Oldeania.[12]
- Clade VIII Ravenochloa wilsonii:  (basso supporto filogenetico[16]) la posizione filogenetica della specie potrebbe essere (1) "gruppo fratello" del genere Bergbambos[1]; oppure (2) potrebbe occupare una posizione vicina al Shibataea clade[17] In tutti i casi non è correlata ai membri del genere Indocalamus, la maggior parte dei quali è inclusa nel Phyllostachys clade.[1]
- CIade lX Gaoligongshania: (basso supporto filogenetico[16]) la posizione filogenetica della specie di questo genere è ancora incerta: (1) potrebbe formare, in posizione centrale nella tribù, un "gruppo fratello" con il secondo clade[12]; oppure (2) trovarsi in posizione basale subito dopo alcuni elementi del quinto clade[18]; oppure (3), sempre in posizione centrale nella tribù, potrebbe formare un "gruppo fratello" con il terzo clade[17]. Sono quindi necessari ulteriori studi per definire al meglio la posizione filogenetica di questa specie.
- Clade X Indocalamus sinicus: (basso supporto filogenetico[16]) questa specie non è correlata alle altre specie del genere lndocalamus la maggior parte delle quali sono descritte all'interno del quinto clade della tribù (Phyllostachys clade). La posizione filogenetica di Indocalamus sinicus all'interno delle Arundinarieae non è ancora ben definita. In alcune ricerche viene associata alla specie Bergbambos tessellata del primo clade (insieme formano un "gruppo fratello").[12]
- Clade XI Hsuehochloa calcarea: specie endemica asiatica (cinese), risulta essere il primo taxon divergente delle Arundinarieae, nella filogenesi della tribù si trova quindi in posizione "basale" e risulta "gruppo fratello" di tutti i rimanenti lignaggi in questa tribù.[12][17]
- Clade XII Kuruna: (alto supporto filogenetico[16]) recenti studi hanno dimostrato che il genere Kuruna insieme ai due lignaggi africani (Clade I, Bergbambos e Clade II, Oldeania), hanno incominciato a divergere dai rispettivi gruppi asiatici orientali durante il Pliocene (dai 5 ai 3 milioni di anni fa).[19]

Il cladogramma seguente è basato sui più recenti studi della tribù. Tra parentesi sono indicate alcune età (massime/minime), espresse in milioni di anni, relative alla divergenza dei vari nodi.
| xxx(2,0/1,6)xxx | Clade III - Chimonocalamus clade |
|                 | Clade III - Chimonocalamus clade |
| xxx(1,6/1,3)xxx | Clade XII - Kuruna               |
|                 | Clade XII - Kuruna               |

|  | Clade IX - Gaoligongshania |
|  |                            |
|  | Clade II - Oldeania        |
|  |                            |

| xxx(2,0/1,6)xxx | Clade III - Chimonocalamus clade |
|                 | Clade III - Chimonocalamus clade |
| xxx(1,6/1,3)xxx | Clade XII - Kuruna               |
|                 | Clade XII - Kuruna               |

|  | Clade IX - Gaoligongshania |
|  |                            |
|  | Clade II - Oldeania        |
|  |                            |

| xxx(2,0/1,6)xxx | Clade III - Chimonocalamus clade |
|                 | Clade III - Chimonocalamus clade |
| xxx(1,6/1,3)xxx | Clade XII - Kuruna               |
|                 | Clade XII - Kuruna               |

|  | Clade IX - Gaoligongshania |
|  |                            |
|  | Clade II - Oldeania        |
|  |                            |

| xxx(2,0/1,6)xxx | Clade III - Chimonocalamus clade |
|                 | Clade III - Chimonocalamus clade |
| xxx(1,6/1,3)xxx | Clade XII - Kuruna               |
|                 | Clade XII - Kuruna               |

|  | Clade IX - Gaoligongshania |
|  |                            |
|  | Clade II - Oldeania        |
|  |                            |

| xxx(2,0/1,6)xxx | Clade III - Chimonocalamus clade |
|                 | Clade III - Chimonocalamus clade |
| xxx(1,6/1,3)xxx | Clade XII - Kuruna               |
|                 | Clade XII - Kuruna               |

|  | Clade IX - Gaoligongshania |
|  |                            |
|  | Clade II - Oldeania        |
|  |                            |

| xxx(2,0/1,6)xxx | Clade III - Chimonocalamus clade |
|                 | Clade III - Chimonocalamus clade |
| xxx(1,6/1,3)xxx | Clade XII - Kuruna               |
|                 | Clade XII - Kuruna               |

|  | Clade IX - Gaoligongshania |
|  |                            |
|  | Clade II - Oldeania        |
|  |                            |

| xxx(2,0/1,6)xxx | Clade III - Chimonocalamus clade |
|                 | Clade III - Chimonocalamus clade |
| xxx(1,6/1,3)xxx | Clade XII - Kuruna               |
|                 | Clade XII - Kuruna               |

|  | Clade IX - Gaoligongshania |
|  |                            |
|  | Clade II - Oldeania        |
|  |                            |

| xxx(2,0/1,6)xxx | Clade III - Chimonocalamus clade |
|                 | Clade III - Chimonocalamus clade |
| xxx(1,6/1,3)xxx | Clade XII - Kuruna               |
|                 | Clade XII - Kuruna               |

|  | Clade IX - Gaoligongshania |
|  |                            |
|  | Clade II - Oldeania        |
|  |                            |

|  | Clade I - Bergbambos          |
|  |                               |
|  | Clade X - Indocalamus sinicus |
|  |                               |

| xxx(2,0/1,6)xxx | Clade III - Chimonocalamus clade |
|                 | Clade III - Chimonocalamus clade |
| xxx(1,6/1,3)xxx | Clade XII - Kuruna               |
|                 | Clade XII - Kuruna               |

|  | Clade IX - Gaoligongshania |
|  |                            |
|  | Clade II - Oldeania        |
|  |                            |

| xxx(2,0/1,6)xxx | Clade III - Chimonocalamus clade |
|                 | Clade III - Chimonocalamus clade |
| xxx(1,6/1,3)xxx | Clade XII - Kuruna               |
|                 | Clade XII - Kuruna               |

|  | Clade IX - Gaoligongshania |
|  |                            |
|  | Clade II - Oldeania        |
|  |                            |

| xxx(2,0/1,6)xxx | Clade III - Chimonocalamus clade |
|                 | Clade III - Chimonocalamus clade |
| xxx(1,6/1,3)xxx | Clade XII - Kuruna               |
|                 | Clade XII - Kuruna               |

|  | Clade IX - Gaoligongshania |
|  |                            |
|  | Clade II - Oldeania        |
|  |                            |

| xxx(2,0/1,6)xxx | Clade III - Chimonocalamus clade |
|                 | Clade III - Chimonocalamus clade |
| xxx(1,6/1,3)xxx | Clade XII - Kuruna               |
|                 | Clade XII - Kuruna               |

|  | Clade IX - Gaoligongshania |
|  |                            |
|  | Clade II - Oldeania        |
|  |                            |

| xxx(2,0/1,6)xxx | Clade III - Chimonocalamus clade |
|                 | Clade III - Chimonocalamus clade |
| xxx(1,6/1,3)xxx | Clade XII - Kuruna               |
|                 | Clade XII - Kuruna               |

|  | Clade IX - Gaoligongshania |
|  |                            |
|  | Clade II - Oldeania        |
|  |                            |

| xxx(2,0/1,6)xxx | Clade III - Chimonocalamus clade |
|                 | Clade III - Chimonocalamus clade |
| xxx(1,6/1,3)xxx | Clade XII - Kuruna               |
|                 | Clade XII - Kuruna               |

|  | Clade IX - Gaoligongshania |
|  |                            |
|  | Clade II - Oldeania        |
|  |                            |

| xxx(2,0/1,6)xxx | Clade III - Chimonocalamus clade |
|                 | Clade III - Chimonocalamus clade |
| xxx(1,6/1,3)xxx | Clade XII - Kuruna               |
|                 | Clade XII - Kuruna               |

|  | Clade IX - Gaoligongshania |
|  |                            |
|  | Clade II - Oldeania        |
|  |                            |

| xxx(2,0/1,6)xxx | Clade III - Chimonocalamus clade |
|                 | Clade III - Chimonocalamus clade |
| xxx(1,6/1,3)xxx | Clade XII - Kuruna               |
|                 | Clade XII - Kuruna               |

|  | Clade IX - Gaoligongshania |
|  |                            |
|  | Clade II - Oldeania        |
|  |                            |

|  | Clade I - Bergbambos          |
|  |                               |
|  | Clade X - Indocalamus sinicus |
|  |                               |

|  | Clade VIa - Sino Japanese clade        |
|  |                                        |
|  | Clade VIb - Japan North American clade |
|  |                                        |

|  | Clade IV - Shibataea clade        |
|  |                                   |
|  | Clade VIII - Indocalamus wilsonii |
|  |                                   |

|  | Clade VIa - Sino Japanese clade        |
|  |                                        |
|  | Clade VIb - Japan North American clade |
|  |                                        |

|  | Clade IV - Shibataea clade        |
|  |                                   |
|  | Clade VIII - Indocalamus wilsonii |
|  |                                   |

| xxx(2,0/1,6)xxx | Clade III - Chimonocalamus clade |
|                 | Clade III - Chimonocalamus clade |
| xxx(1,6/1,3)xxx | Clade XII - Kuruna               |
|                 | Clade XII - Kuruna               |

|  | Clade IX - Gaoligongshania |
|  |                            |
|  | Clade II - Oldeania        |
|  |                            |

| xxx(2,0/1,6)xxx | Clade III - Chimonocalamus clade |
|                 | Clade III - Chimonocalamus clade |
| xxx(1,6/1,3)xxx | Clade XII - Kuruna               |
|                 | Clade XII - Kuruna               |

|  | Clade IX - Gaoligongshania |
|  |                            |
|  | Clade II - Oldeania        |
|  |                            |

| xxx(2,0/1,6)xxx | Clade III - Chimonocalamus clade |
|                 | Clade III - Chimonocalamus clade |
| xxx(1,6/1,3)xxx | Clade XII - Kuruna               |
|                 | Clade XII - Kuruna               |

|  | Clade IX - Gaoligongshania |
|  |                            |
|  | Clade II - Oldeania        |
|  |                            |

| xxx(2,0/1,6)xxx | Clade III - Chimonocalamus clade |
|                 | Clade III - Chimonocalamus clade |
| xxx(1,6/1,3)xxx | Clade XII - Kuruna               |
|                 | Clade XII - Kuruna               |

|  | Clade IX - Gaoligongshania |
|  |                            |
|  | Clade II - Oldeania        |
|  |                            |

| xxx(2,0/1,6)xxx | Clade III - Chimonocalamus clade |
|                 | Clade III - Chimonocalamus clade |
| xxx(1,6/1,3)xxx | Clade XII - Kuruna               |
|                 | Clade XII - Kuruna               |

|  | Clade IX - Gaoligongshania |
|  |                            |
|  | Clade II - Oldeania        |
|  |                            |

| xxx(2,0/1,6)xxx | Clade III - Chimonocalamus clade |
|                 | Clade III - Chimonocalamus clade |
| xxx(1,6/1,3)xxx | Clade XII - Kuruna               |
|                 | Clade XII - Kuruna               |

|  | Clade IX - Gaoligongshania |
|  |                            |
|  | Clade II - Oldeania        |
|  |                            |

| xxx(2,0/1,6)xxx | Clade III - Chimonocalamus clade |
|                 | Clade III - Chimonocalamus clade |
| xxx(1,6/1,3)xxx | Clade XII - Kuruna               |
|                 | Clade XII - Kuruna               |

|  | Clade IX - Gaoligongshania |
|  |                            |
|  | Clade II - Oldeania        |
|  |                            |

| xxx(2,0/1,6)xxx | Clade III - Chimonocalamus clade |
|                 | Clade III - Chimonocalamus clade |
| xxx(1,6/1,3)xxx | Clade XII - Kuruna               |
|                 | Clade XII - Kuruna               |

|  | Clade IX - Gaoligongshania |
|  |                            |
|  | Clade II - Oldeania        |
|  |                            |

|  | Clade I - Bergbambos          |
|  |                               |
|  | Clade X - Indocalamus sinicus |
|  |                               |

| xxx(2,0/1,6)xxx | Clade III - Chimonocalamus clade |
|                 | Clade III - Chimonocalamus clade |
| xxx(1,6/1,3)xxx | Clade XII - Kuruna               |
|                 | Clade XII - Kuruna               |

|  | Clade IX - Gaoligongshania |
|  |                            |
|  | Clade II - Oldeania        |
|  |                            |

| xxx(2,0/1,6)xxx | Clade III - Chimonocalamus clade |
|                 | Clade III - Chimonocalamus clade |
| xxx(1,6/1,3)xxx | Clade XII - Kuruna               |
|                 | Clade XII - Kuruna               |

|  | Clade IX - Gaoligongshania |
|  |                            |
|  | Clade II - Oldeania        |
|  |                            |

| xxx(2,0/1,6)xxx | Clade III - Chimonocalamus clade |
|                 | Clade III - Chimonocalamus clade |
| xxx(1,6/1,3)xxx | Clade XII - Kuruna               |
|                 | Clade XII - Kuruna               |

|  | Clade IX - Gaoligongshania |
|  |                            |
|  | Clade II - Oldeania        |
|  |                            |

| xxx(2,0/1,6)xxx | Clade III - Chimonocalamus clade |
|                 | Clade III - Chimonocalamus clade |
| xxx(1,6/1,3)xxx | Clade XII - Kuruna               |
|                 | Clade XII - Kuruna               |

|  | Clade IX - Gaoligongshania |
|  |                            |
|  | Clade II - Oldeania        |
|  |                            |

| xxx(2,0/1,6)xxx | Clade III - Chimonocalamus clade |
|                 | Clade III - Chimonocalamus clade |
| xxx(1,6/1,3)xxx | Clade XII - Kuruna               |
|                 | Clade XII - Kuruna               |

|  | Clade IX - Gaoligongshania |
|  |                            |
|  | Clade II - Oldeania        |
|  |                            |

| xxx(2,0/1,6)xxx | Clade III - Chimonocalamus clade |
|                 | Clade III - Chimonocalamus clade |
| xxx(1,6/1,3)xxx | Clade XII - Kuruna               |
|                 | Clade XII - Kuruna               |

|  | Clade IX - Gaoligongshania |
|  |                            |
|  | Clade II - Oldeania        |
|  |                            |

| xxx(2,0/1,6)xxx | Clade III - Chimonocalamus clade |
|                 | Clade III - Chimonocalamus clade |
| xxx(1,6/1,3)xxx | Clade XII - Kuruna               |
|                 | Clade XII - Kuruna               |

|  | Clade IX - Gaoligongshania |
|  |                            |
|  | Clade II - Oldeania        |
|  |                            |

| xxx(2,0/1,6)xxx | Clade III - Chimonocalamus clade |
|                 | Clade III - Chimonocalamus clade |
| xxx(1,6/1,3)xxx | Clade XII - Kuruna               |
|                 | Clade XII - Kuruna               |

|  | Clade IX - Gaoligongshania |
|  |                            |
|  | Clade II - Oldeania        |
|  |                            |

|  | Clade I - Bergbambos          |
|  |                               |
|  | Clade X - Indocalamus sinicus |
|  |                               |

|  | Clade VIa - Sino Japanese clade        |
|  |                                        |
|  | Clade VIb - Japan North American clade |
|  |                                        |

|  | Clade IV - Shibataea clade        |
|  |                                   |
|  | Clade VIII - Indocalamus wilsonii |
|  |                                   |

|  | Clade VIa - Sino Japanese clade        |
|  |                                        |
|  | Clade VIb - Japan North American clade |
|  |                                        |

|  | Clade IV - Shibataea clade        |
|  |                                   |
|  | Clade VIII - Indocalamus wilsonii |
|  |                                   |

| xxx(2,0/1,6)xxx | Clade III - Chimonocalamus clade |
|                 | Clade III - Chimonocalamus clade |
| xxx(1,6/1,3)xxx | Clade XII - Kuruna               |
|                 | Clade XII - Kuruna               |

|  | Clade IX - Gaoligongshania |
|  |                            |
|  | Clade II - Oldeania        |
|  |                            |

| xxx(2,0/1,6)xxx | Clade III - Chimonocalamus clade |
|                 | Clade III - Chimonocalamus clade |
| xxx(1,6/1,3)xxx | Clade XII - Kuruna               |
|                 | Clade XII - Kuruna               |

|  | Clade IX - Gaoligongshania |
|  |                            |
|  | Clade II - Oldeania        |
|  |                            |

| xxx(2,0/1,6)xxx | Clade III - Chimonocalamus clade |
|                 | Clade III - Chimonocalamus clade |
| xxx(1,6/1,3)xxx | Clade XII - Kuruna               |
|                 | Clade XII - Kuruna               |

|  | Clade IX - Gaoligongshania |
|  |                            |
|  | Clade II - Oldeania        |
|  |                            |

| xxx(2,0/1,6)xxx | Clade III - Chimonocalamus clade |
|                 | Clade III - Chimonocalamus clade |
| xxx(1,6/1,3)xxx | Clade XII - Kuruna               |
|                 | Clade XII - Kuruna               |

|  | Clade IX - Gaoligongshania |
|  |                            |
|  | Clade II - Oldeania        |
|  |                            |

| xxx(2,0/1,6)xxx | Clade III - Chimonocalamus clade |
|                 | Clade III - Chimonocalamus clade |
| xxx(1,6/1,3)xxx | Clade XII - Kuruna               |
|                 | Clade XII - Kuruna               |

|  | Clade IX - Gaoligongshania |
|  |                            |
|  | Clade II - Oldeania        |
|  |                            |

| xxx(2,0/1,6)xxx | Clade III - Chimonocalamus clade |
|                 | Clade III - Chimonocalamus clade |
| xxx(1,6/1,3)xxx | Clade XII - Kuruna               |
|                 | Clade XII - Kuruna               |

|  | Clade IX - Gaoligongshania |
|  |                            |
|  | Clade II - Oldeania        |
|  |                            |

| xxx(2,0/1,6)xxx | Clade III - Chimonocalamus clade |
|                 | Clade III - Chimonocalamus clade |
| xxx(1,6/1,3)xxx | Clade XII - Kuruna               |
|                 | Clade XII - Kuruna               |

|  | Clade IX - Gaoligongshania |
|  |                            |
|  | Clade II - Oldeania        |
|  |                            |

| xxx(2,0/1,6)xxx | Clade III - Chimonocalamus clade |
|                 | Clade III - Chimonocalamus clade |
| xxx(1,6/1,3)xxx | Clade XII - Kuruna               |
|                 | Clade XII - Kuruna               |

|  | Clade IX - Gaoligongshania |
|  |                            |
|  | Clade II - Oldeania        |
|  |                            |

|  | Clade I - Bergbambos          |
|  |                               |
|  | Clade X - Indocalamus sinicus |
|  |                               |

| xxx(2,0/1,6)xxx | Clade III - Chimonocalamus clade |
|                 | Clade III - Chimonocalamus clade |
| xxx(1,6/1,3)xxx | Clade XII - Kuruna               |
|                 | Clade XII - Kuruna               |

|  | Clade IX - Gaoligongshania |
|  |                            |
|  | Clade II - Oldeania        |
|  |                            |

| xxx(2,0/1,6)xxx | Clade III - Chimonocalamus clade |
|                 | Clade III - Chimonocalamus clade |
| xxx(1,6/1,3)xxx | Clade XII - Kuruna               |
|                 | Clade XII - Kuruna               |

|  | Clade IX - Gaoligongshania |
|  |                            |
|  | Clade II - Oldeania        |
|  |                            |

| xxx(2,0/1,6)xxx | Clade III - Chimonocalamus clade |
|                 | Clade III - Chimonocalamus clade |
| xxx(1,6/1,3)xxx | Clade XII - Kuruna               |
|                 | Clade XII - Kuruna               |

|  | Clade IX - Gaoligongshania |
|  |                            |
|  | Clade II - Oldeania        |
|  |                            |

| xxx(2,0/1,6)xxx | Clade III - Chimonocalamus clade |
|                 | Clade III - Chimonocalamus clade |
| xxx(1,6/1,3)xxx | Clade XII - Kuruna               |
|                 | Clade XII - Kuruna               |

|  | Clade IX - Gaoligongshania |
|  |                            |
|  | Clade II - Oldeania        |
|  |                            |

| xxx(2,0/1,6)xxx | Clade III - Chimonocalamus clade |
|                 | Clade III - Chimonocalamus clade |
| xxx(1,6/1,3)xxx | Clade XII - Kuruna               |
|                 | Clade XII - Kuruna               |

|  | Clade IX - Gaoligongshania |
|  |                            |
|  | Clade II - Oldeania        |
|  |                            |

| xxx(2,0/1,6)xxx | Clade III - Chimonocalamus clade |
|                 | Clade III - Chimonocalamus clade |
| xxx(1,6/1,3)xxx | Clade XII - Kuruna               |
|                 | Clade XII - Kuruna               |

|  | Clade IX - Gaoligongshania |
|  |                            |
|  | Clade II - Oldeania        |
|  |                            |

| xxx(2,0/1,6)xxx | Clade III - Chimonocalamus clade |
|                 | Clade III - Chimonocalamus clade |
| xxx(1,6/1,3)xxx | Clade XII - Kuruna               |
|                 | Clade XII - Kuruna               |

|  | Clade IX - Gaoligongshania |
|  |                            |
|  | Clade II - Oldeania        |
|  |                            |

| xxx(2,0/1,6)xxx | Clade III - Chimonocalamus clade |
|                 | Clade III - Chimonocalamus clade |
| xxx(1,6/1,3)xxx | Clade XII - Kuruna               |
|                 | Clade XII - Kuruna               |

|  | Clade IX - Gaoligongshania |
|  |                            |
|  | Clade II - Oldeania        |
|  |                            |

|  | Clade I - Bergbambos          |
|  |                               |
|  | Clade X - Indocalamus sinicus |
|  |                               |

|  | Clade VIa - Sino Japanese clade        |
|  |                                        |
|  | Clade VIb - Japan North American clade |
|  |                                        |

|  | Clade IV - Shibataea clade        |
|  |                                   |
|  | Clade VIII - Indocalamus wilsonii |
|  |                                   |

|  | Clade VIa - Sino Japanese clade        |
|  |                                        |
|  | Clade VIb - Japan North American clade |
|  |                                        |

|  | Clade IV - Shibataea clade        |
|  |                                   |
|  | Clade VIII - Indocalamus wilsonii |
|  |                                   |

| xxx(2,0/1,6)xxx | Clade III - Chimonocalamus clade |
|                 | Clade III - Chimonocalamus clade |
| xxx(1,6/1,3)xxx | Clade XII - Kuruna               |
|                 | Clade XII - Kuruna               |

|  | Clade IX - Gaoligongshania |
|  |                            |
|  | Clade II - Oldeania        |
|  |                            |

| xxx(2,0/1,6)xxx | Clade III - Chimonocalamus clade |
|                 | Clade III - Chimonocalamus clade |
| xxx(1,6/1,3)xxx | Clade XII - Kuruna               |
|                 | Clade XII - Kuruna               |

|  | Clade IX - Gaoligongshania |
|  |                            |
|  | Clade II - Oldeania        |
|  |                            |

| xxx(2,0/1,6)xxx | Clade III - Chimonocalamus clade |
|                 | Clade III - Chimonocalamus clade |
| xxx(1,6/1,3)xxx | Clade XII - Kuruna               |
|                 | Clade XII - Kuruna               |

|  | Clade IX - Gaoligongshania |
|  |                            |
|  | Clade II - Oldeania        |
|  |                            |

| xxx(2,0/1,6)xxx | Clade III - Chimonocalamus clade |
|                 | Clade III - Chimonocalamus clade |
| xxx(1,6/1,3)xxx | Clade XII - Kuruna               |
|                 | Clade XII - Kuruna               |

|  | Clade IX - Gaoligongshania |
|  |                            |
|  | Clade II - Oldeania        |
|  |                            |

| xxx(2,0/1,6)xxx | Clade III - Chimonocalamus clade |
|                 | Clade III - Chimonocalamus clade |
| xxx(1,6/1,3)xxx | Clade XII - Kuruna               |
|                 | Clade XII - Kuruna               |

|  | Clade IX - Gaoligongshania |
|  |                            |
|  | Clade II - Oldeania        |
|  |                            |

| xxx(2,0/1,6)xxx | Clade III - Chimonocalamus clade |
|                 | Clade III - Chimonocalamus clade |
| xxx(1,6/1,3)xxx | Clade XII - Kuruna               |
|                 | Clade XII - Kuruna               |

|  | Clade IX - Gaoligongshania |
|  |                            |
|  | Clade II - Oldeania        |
|  |                            |

| xxx(2,0/1,6)xxx | Clade III - Chimonocalamus clade |
|                 | Clade III - Chimonocalamus clade |
| xxx(1,6/1,3)xxx | Clade XII - Kuruna               |
|                 | Clade XII - Kuruna               |

|  | Clade IX - Gaoligongshania |
|  |                            |
|  | Clade II - Oldeania        |
|  |                            |

| xxx(2,0/1,6)xxx | Clade III - Chimonocalamus clade |
|                 | Clade III - Chimonocalamus clade |
| xxx(1,6/1,3)xxx | Clade XII - Kuruna               |
|                 | Clade XII - Kuruna               |

|  | Clade IX - Gaoligongshania |
|  |                            |
|  | Clade II - Oldeania        |
|  |                            |

|  | Clade I - Bergbambos          |
|  |                               |
|  | Clade X - Indocalamus sinicus |
|  |                               |

| xxx(2,0/1,6)xxx | Clade III - Chimonocalamus clade |
|                 | Clade III - Chimonocalamus clade |
| xxx(1,6/1,3)xxx | Clade XII - Kuruna               |
|                 | Clade XII - Kuruna               |

|  | Clade IX - Gaoligongshania |
|  |                            |
|  | Clade II - Oldeania        |
|  |                            |

| xxx(2,0/1,6)xxx | Clade III - Chimonocalamus clade |
|                 | Clade III - Chimonocalamus clade |
| xxx(1,6/1,3)xxx | Clade XII - Kuruna               |
|                 | Clade XII - Kuruna               |

|  | Clade IX - Gaoligongshania |
|  |                            |
|  | Clade II - Oldeania        |
|  |                            |

| xxx(2,0/1,6)xxx | Clade III - Chimonocalamus clade |
|                 | Clade III - Chimonocalamus clade |
| xxx(1,6/1,3)xxx | Clade XII - Kuruna               |
|                 | Clade XII - Kuruna               |

|  | Clade IX - Gaoligongshania |
|  |                            |
|  | Clade II - Oldeania        |
|  |                            |

| xxx(2,0/1,6)xxx | Clade III - Chimonocalamus clade |
|                 | Clade III - Chimonocalamus clade |
| xxx(1,6/1,3)xxx | Clade XII - Kuruna               |
|                 | Clade XII - Kuruna               |

|  | Clade IX - Gaoligongshania |
|  |                            |
|  | Clade II - Oldeania        |
|  |                            |

| xxx(2,0/1,6)xxx | Clade III - Chimonocalamus clade |
|                 | Clade III - Chimonocalamus clade |
| xxx(1,6/1,3)xxx | Clade XII - Kuruna               |
|                 | Clade XII - Kuruna               |

|  | Clade IX - Gaoligongshania |
|  |                            |
|  | Clade II - Oldeania        |
|  |                            |

| xxx(2,0/1,6)xxx | Clade III - Chimonocalamus clade |
|                 | Clade III - Chimonocalamus clade |
| xxx(1,6/1,3)xxx | Clade XII - Kuruna               |
|                 | Clade XII - Kuruna               |

|  | Clade IX - Gaoligongshania |
|  |                            |
|  | Clade II - Oldeania        |
|  |                            |

| xxx(2,0/1,6)xxx | Clade III - Chimonocalamus clade |
|                 | Clade III - Chimonocalamus clade |
| xxx(1,6/1,3)xxx | Clade XII - Kuruna               |
|                 | Clade XII - Kuruna               |

|  | Clade IX - Gaoligongshania |
|  |                            |
|  | Clade II - Oldeania        |
|  |                            |

| xxx(2,0/1,6)xxx | Clade III - Chimonocalamus clade |
|                 | Clade III - Chimonocalamus clade |
| xxx(1,6/1,3)xxx | Clade XII - Kuruna               |
|                 | Clade XII - Kuruna               |

|  | Clade IX - Gaoligongshania |
|  |                            |
|  | Clade II - Oldeania        |
|  |                            |

|  | Clade I - Bergbambos          |
|  |                               |
|  | Clade X - Indocalamus sinicus |
|  |                               |

|  | Clade VIa - Sino Japanese clade        |
|  |                                        |
|  | Clade VIb - Japan North American clade |
|  |                                        |

|  | Clade IV - Shibataea clade        |
|  |                                   |
|  | Clade VIII - Indocalamus wilsonii |
|  |                                   |

|  | Clade VIa - Sino Japanese clade        |
|  |                                        |
|  | Clade VIb - Japan North American clade |
|  |                                        |

|  | Clade IV - Shibataea clade        |
|  |                                   |
|  | Clade VIII - Indocalamus wilsonii |
|  |                                   |